# Ion Luca Caragiale
Ion Luca Caragiale (Haimanale, 1852. február 1. – Berlin, 1912. június 9.) román író, drámaíró, költő, elbeszélő, újságíró, publicista. A román irodalomtörténet a legnagyobb drámaíróként és az egyik legfontosabb íróként tartja számon.

## Élete
1852. február 1-jén született a Dâmbovița megyei Haimanale-ban, amely ma az ő nevét viseli. Édesapja, Luca Caragiale, és édesanyja, Ecaterina, színészek voltak. Iskoláit Ploiești-ben és Bukarestben végezte. 1868–1870 között Bukarestben tanult mimikát és szónoklatot nagybátyja, Iorgu Caragiale színiiskolájában. A fiatal Caragiale verseket írt titokban, de irodalmi debütálására csak jóval később került sor. 
1870-ben családjával Bukarestbe költözött, és apja kívánságára írnokként helyezkedett el a Prahova megyei bíróságon. Caragiale a Familia folyóiratban debütált, és megismerkedett Mihai Eminescuval, mikor nagybátyjánál súgóként és írnokként dolgozott.
1871-ben apja halála után a Bukaresti Nemzeti Színháznál súgónak és írnoknak alkalmazták. 1873-1875 között a Ghimpele (A tüske) folyóiratnál dolgozott, első versei is itt jelentek meg. A következő években dolgozott az Alegătorul liber (A szabad választó), a Claponul (A kappan), a Timpul (Az idő) című újságoknál is. A színpadon Zűrzavaros éjszaka (O noapte furtunoasă) című művével debütált 1879-ben. 
A korszak legfontosabb irodalmi mozgalmának, a Junimea-nak a kiemelkedő tagja volt, melyből 1892-ben elvi okok miatt kivált. 1881–1883 között Neamț és Suceava megyék tanfelügyelője volt, 1885-től a bukaresti Sf. Gheorghe líceumban tanított helyettesként. Ebben az évben, március 12-én, született Maria Constantinescutól törvénytelen fia, Mateiu Caragiale, aki szintén író lett. 
1889. január 7-én/8-án összeházasodott egy artista lányával, Alexandrina Burelly-vel. Két lánya született tőle: Ioana (1889. október 24.) és Agatha (1890. november 10.), akik 1891 márciusában diftéria áldozatai lettek. 1893. július 3-án fia született, aki apja nevét kapta – Luca Ion lett. 1889-ben Eminescu halálának évében írta Caragiale az În Nirvana című cikket.
1901-ben plágiummal vádolták meg: a Năpasta (Megtorlás) című művét Kemény István egyik darabja másolmányának tartották. Azonban ez csak rágalomnak minősült és Barbu Ștefănescu Delavrancea védőbeszédének köszönhetően tisztázódott a dolog.
1903-ban Kolozsvárra akart költözni, de végül Berlinbe került, miután egy nagyobb összeget örökölt. 1905. március 14-étől végleg oda költözött. 1912. június 9-én halt meg berlini otthonában, testét a bukaresti Bellu temetőben helyezték örök nyugalomra. 1948-ban a Román Akadémia posztumusz tagjává választotta.

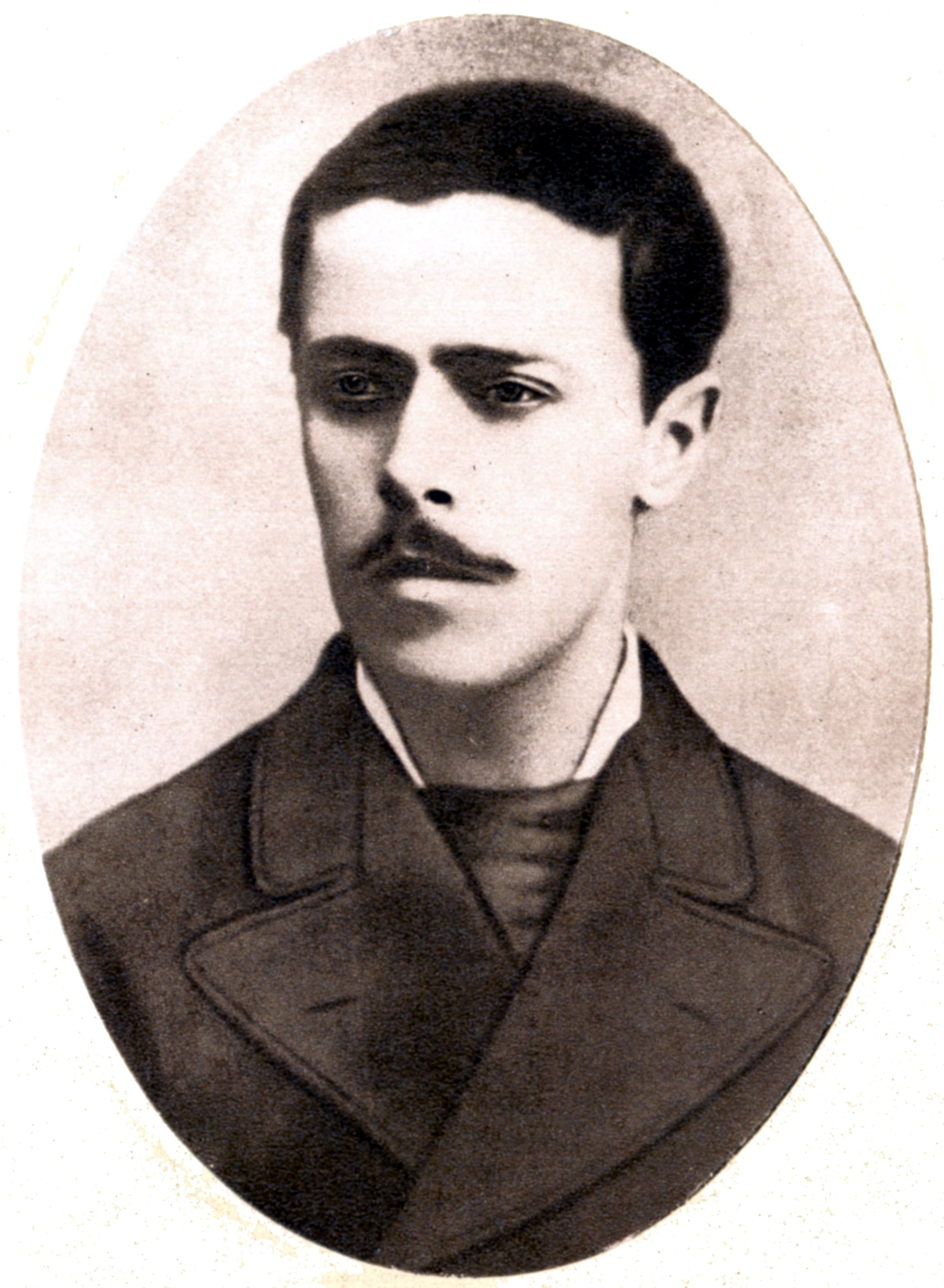
Caragiale fiatalon
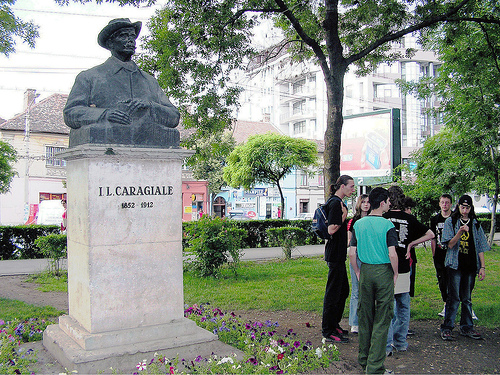
Szobra a kolozsvári Óvárban
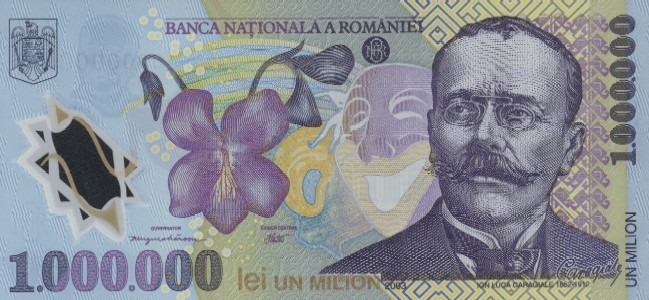
Arcképe a régi 1 milliós román lejen

## Legfontosabb művei
- O noapte furtunoasă (Zűrzavaros éjszaka), 1879
- Conu Leonida față cu reacțiunea (Leonida naccsás úr és a reakció), 1880
- O scrisoare pierdută (Elveszett levél), 1884
- D-ale carnavalului (Farsang), 1885
- Năpasta (Megtorlás), 1890
- Momente și schițe (Pillanatok), 1900–1901
- Reminescențe (Emlékek), 1915
- Smărăndița

## Magyarul megjelent művei
- Két sorsjegy. Novellák; ford. Nagy Elek; Állami Kiadó, Bukarest, 1949
- Elveszett levél. Vígjáték; ford. Nagy Elek; Állami Könyvkiadó, Bukarest, 1949 (Színház)
- Jegyzőkönyv. Karcolatok és humoreszkek; ford. Grandpierre Emil, Réz Ádám, Stella Adorján, összeáll. Grandpierre Emil; Szépirodalmi, Bp., 1951
- Caragiale I. L. válogatott művei, 1-3.; ford. Fodor Sándor et al.; Állami Kiadó, Bukarest, 1952 (Haladó hagyományaink)
  - 1. Színművek
  - 2. Novellák és karcolatok
  - 3. Karcolatok, cikkek és bírálatok
- Leonida naccságos úr és a reakció; ford. Kiss Jenő; Művelt Nép, Bp., 1952 (Színjátszók könyvtára)
- Két sorsjegy. Novellák és karcolatok; ford. Nagy Elek et al.; Irodalmi és Művészeti Kiadó, Bukarest, 1956 (Kincses könyvtár)
- Válogatott írások; ford., összeáll., bev. Kerekes György; Ifjúsági, Bukarest, 1960 (Tanulók könyvtára)
- Ion Luca Caragiale válogatott művei, 1-2.; ford. Fodor Sándor et al., előszó Silvian Iosifescu; Állami Irodalmi és Művészeti Kiadó, Bukarest, 1960
- Színdarabok; összeáll., bev. Kerekes György; Ifjúsági, Bukarest, 1961 (Tanulók könyvtára)
- Goe úr. Karcolatok; Ifjúsági, Bukarest, 1966
- Megtorlás. Dráma; ford. Fodor Sándor; Népi Alkotások Megyei Háza, Csíkszereda, 1970 (Színpadi füzetek)
- Abu-Haszán; ford. Kerekes György; Creanga, Bukarest, 1970
- Az élhetetlen Cănută; ford. Bálint Tibor, Kerekes György, Méhes György; Creanga, Bukarest, 1972 (Minden gyermek könyve)
- Ötórai tea. Novellák, cikkek, jelenetek; ford. Ignácz Rózsa et al., bev. Páskándi Géza; Kriterion, Bukarest, 1972
- Az elveszett levél. Vígjáték; ford., utószó Deák Tamás; Kriterion, Bukarest, 1975
- Az elveszett levél; ford. Szilágyi Zoltán; Szolnoki Szigligeti Színház–Verseghy Ferenc Megyei Könyvtár, Szolnok, 1984 (A szolnoki Szigligeti Színház műhelye)
- A helyzet. Karcolatok és pillanatképek; vál., ford., utószó Szász János; Kriterion, Bukarest, 1985 (Román írók)
- Az elveszett levél és egyéb komédiák; ford., utószó Szász János; Kriterion, Bucureşti, 1988 (Román írók)
- Az elveszett levél. Vígjáték négy felvonásban; ford. Seprődi Kiss Attila; in: Színház, 1994/febr.
- Az elveszett levél. Vígjáték négy felvonásban; ford. Kacsir Mária; Művelődés, Kolozsvár, 2003
- Farsang. Komédia; Réz Pál fordítása alapján színpadra alkalmazta Parti Nagy Lajos; Nemzeti Színház, Bp., 2005 (Nemzeti Színház színműtár)
- Vígjátékok; ford. Kacsir Mária; Kriterion, Kolozsvár, 2005
- I. L. Caragiale összes színpadi művei; ford. Seprődi Kiss Attila; Arca, Nagyvárad, 2008
- Caragiale mosolya. I. L. Caragiale művei Seprődi Kiss Attila fordításában; UArtPress, Marosvásárhely, 2022 (DramArt)

## Fordítás
- Ez a szócikk részben vagy egészben  az   Ion Luca Caragiale című román Wikipédia-szócikk ezen változatának fordításán alapul.  Az eredeti cikk szerkesztőit annak laptörténete sorolja fel. Ez a jelzés csupán a megfogalmazás eredetét és a szerzői jogokat jelzi, nem szolgál a cikkben szereplő információk forrásmegjelöléseként.